# عمري
عُمْري (بالعبرية: עמרי) هو سادس ملوك إسرائيل.حكم مابين عام 884ق.م و873 ق.م. وقد كان قبل توليه العرش قائدًا لجيش بني إسرائيل في عهد الملكين بعشا وايلة.
يعود الفضل إلى عمري في بناء السامرة وتأسيسها كعاصمة له. على الرغم من أنه لم يرد في الكتاب المقدس شيء بشأن انجازاته خلال فترة حكمه، إلا أنه يوصف بأنه كان أفضل من كل الملوك الذين سبقوه.
هناك فرضية حديثة بديلة تؤكد أنه، كمؤسس لعمري، منزل ملكي إسرائيلي، شكلت مملكته الدولة الأولى في أرض إسرائيل، وأن مملكة يهوذا لم تحقق سوى دولة في وقت لاحق.
مصادر خارج الكتاب المقدس مثل نقش ميشع والمسلة السوداء تذكر أيضًا اسمه. هناك أطروحة بسيطة، يجادل بها توماس طومسون ونيلز بيتر ليمش، تشير إلى أن عمري قد يكون اسمًا سلاليًا يشير إلى المؤسس القمي لمملكة إسرائيل بدلاً من أن يشير إلى ملك تاريخي حقيقي. 

## النضال من أجل الخلافة
وفقًا للرواية التوراتية، كان عمري «قائد جيش» الملك إيله عندما قام زيمري، «قائد نصف مركبات الملك»، بقتل إيله وجعل نفسه ملكًا. بدلاً من ذلك، اختارت القوات في جيبثون عمري كملك، وقادهم إلى تيرزة حيث احتجزوا زيمري في القصر الملكي. «لتجنب بعض التعذيب من القبض»، أضرم زيمري النار على القصر وتوفي بعد حكم دام سبعة أيام فقط. على الرغم من القضاء على زيمري، إلا أن «نصف الشعب» دعموا تبني في معارضة عمري. استغرق الأمر عمري أربع سنوات لإخضاع تبني وفي النهاية أعلن نفسه ملكًا بلا منازع لإسرائيل. 

## ملك
أصبح عمري ملك إسرائيل في السنة الحادية والثلاثين لآسا، ملك يهوذا، وملك لمدة 12 عامًا، منها 6 سنوات في ترصة. إشارة التوراة إلى فترة التنافس مع تبني هي من السنة السابعة والعشرين لآسا  إلى السنة الحادية والثلاثين. هناك عدة تواريخ محتملة: قام وليام ف. أولبرايت بتأريخ حكمه إلى 876-869 قبل الميلاد، ويعرض ER Thiele تواريخ من 888 قبل الميلاد إلى 880 قبل الميلاد لمنافسته مع Tibni و 880-874 قبل الميلاد لعهده الوحيد. بينما أكد بول ل. ماير أنه حدث بين 881 و 873 قبل الميلاد.
في البداية، كانت عاصمة عمري في تيرزة، التي كانت محاصرة وتم حرق القصر الملكي. تشير الموسوعة اليهودية إلى أن «جمعيات تيرزا كانت طاردة وطيبة للغاية، وموقعها سيء للغاية بالنسبة لرأس المال، حتى أن عمري قام بشراء موقع جديد» لإقامته. كان هذا في السامرة، على تلة تم شراؤها من شيمر لمدة المواهب من الفضة (نحو 60   كجم)، حيث بنى عمري عاصمة جديدة للمملكة. 
كان حكم عمري على إسرائيل آمنًا بما فيه الكفاية حتى يتمكن من توريث مملكته لابنه أحاب، وبالتالي بدأ سلالة جديدة (تسمى أحيانًا «الأمريديين»)، ولم يحكم نسله مملكة إسرائيل فقط على مدار الأربعين عامًا القادمة، ولكن أيضا لفترة وجيزة على يهوذا.

## في المصادر الأثرية

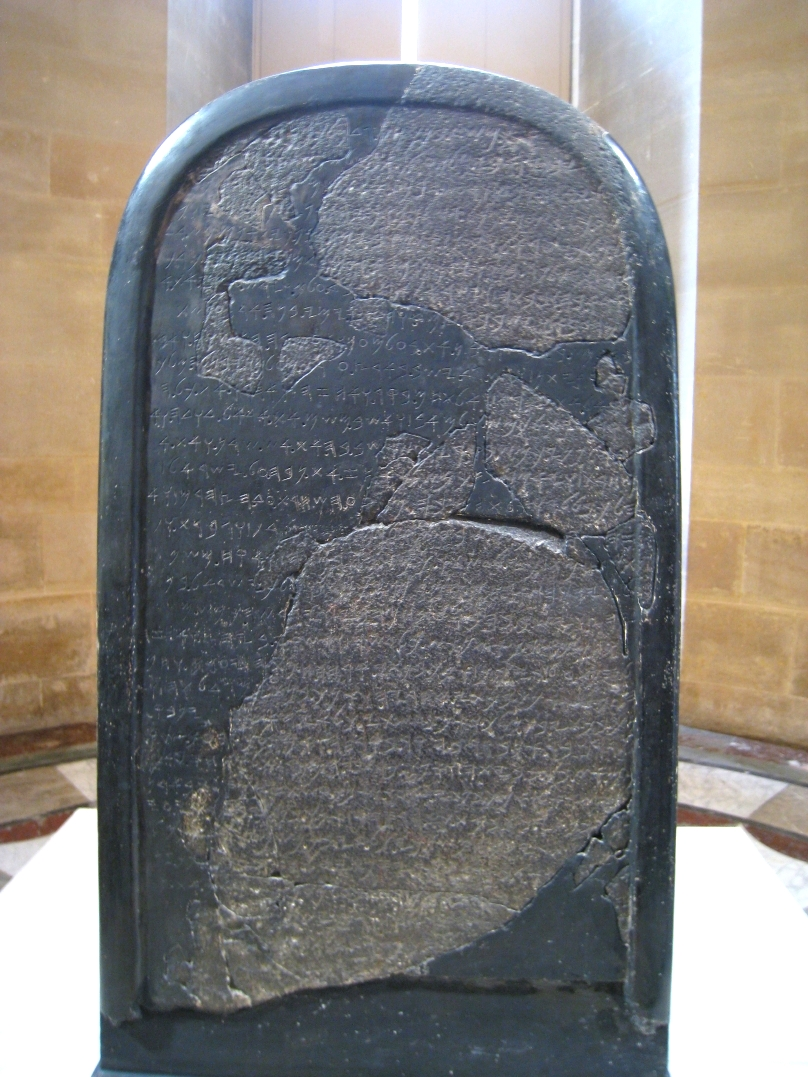
مسلة ميشع

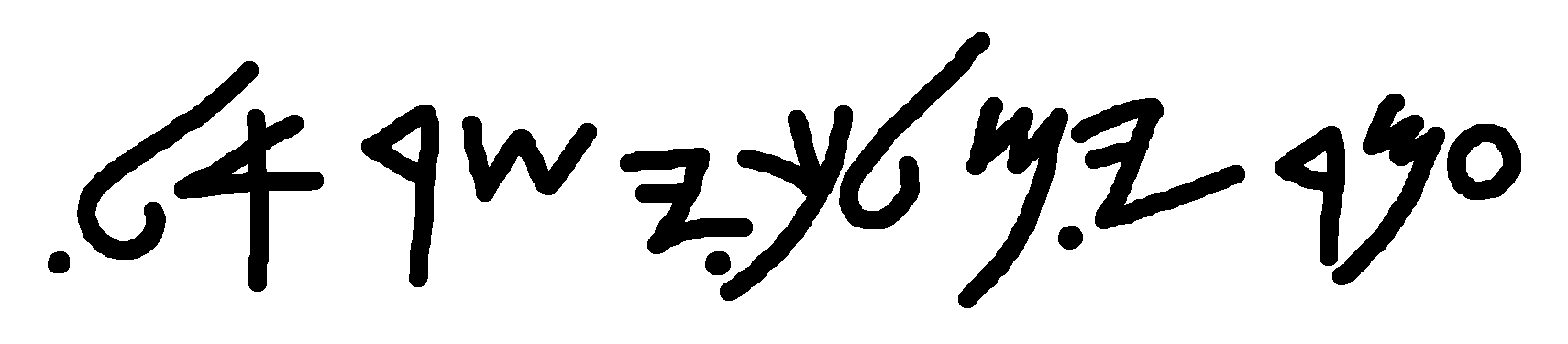
עמרי מלך ישראל - "عمري ملك إسرائيل" كما ذكر في نقش ميشع.

تقع القلعة في يزرعيل على أحد الطرق الرئيسية بين الشرق والغرب عبر المملكة. يعتقد هيو ويليامسون أن هذه المهمة لم تكن مهمة عسكرية فحسب، بل كانت أيضًا وظيفة سياسية؛ مثال واضح جدا على الأشغال العامة الفائقة المستخدمة كوسيلة للسيطرة الاجتماعية ولتأكيد مزاعم الشرعية.
تشير لوحة نقش ميشع (المعروضة في متحف اللوفر) إلى أن عمري قد وسّع ممتلكاته لتشمل شمال الموآب شرق نهر الأردن. إنها تشير إلى اضطهاد موآب من قبل «عمري ملك إسرائيل». ستصبح إسرائيل فيما بعد محددة في المصادر   باسم «بيت العمري» (Bit-Humria)، مع استخدام مصطلح «إسرائيل» بشكل أقل وأقل مع تقدم التاريخ (المصطلح الآخر المحدد لـ «إسرائيل» هو «السامرة»، بداية في عهد يواش).   توماس ل. طومسون (الكتاب المقدس في التاريخ)، مع ذلك، يفسر مشعل الشيطان على أنه يوحي بأن عمري اسم مستعار، أو مؤسس أسطوري للمملكة بدلاً من شخص تاريخي. 
تم تفسير المسلة الآشورية السوداء في المتحف البريطاني على أنها تشير إلى Jehu «ابن عمري»، على الرغم من أن هذا التفسير قد تم استجوابه. 

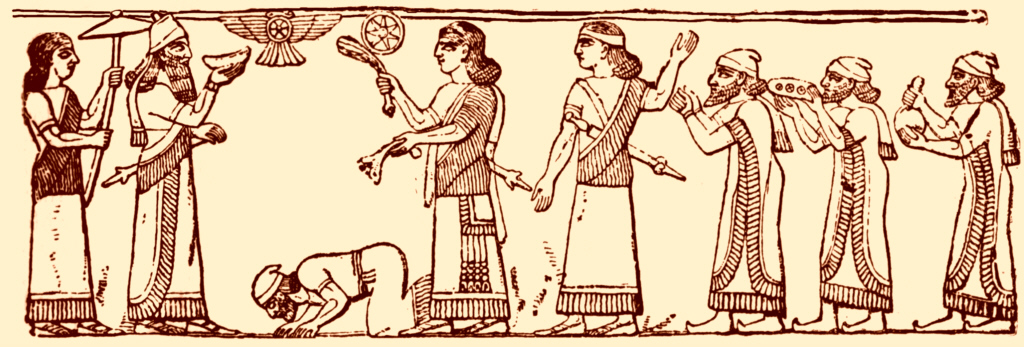
في مشهد من Black Obelisk Jehu ، تم تعيين ^{m} Ia-ú-a mar ^{m} Hu-um-ri-i (Jehu من أرض الناس من Omri) الانحناء أمام Shalmaneser III.

شكلت الأسرة القصيرة العمر التي أسسها عمري فصلاً جديداً في تاريخ مملكة إسرائيل الشمالية. لقد انتهى ما يقرب من خمسين عامًا من الحرب الأهلية المستمرة على العرش. كان هناك سلام مع مملكة يهوذا في الجنوب، وحتى التعاون بين الدولتين المتنافستين، في حين تم تعزيز العلاقات مع صيدا المجاورة إلى الشمال من خلال الزيجات التي تم التفاوض عليها بين المحاكم الملكية. هذه الحالة من السلام مع جارين أقوياء مكنت مملكة إسرائيل من توسيع نفوذها وحتى سيطرتها السياسية في شرق الأردن، وهذه العوامل مجتمعة جلبت الرخاء الاقتصادي للمملكة. 
من ناحية أخرى، أدى السلام مع صيدا أيضًا إلى تغلغل الأفكار الدينية الفينيقية في المملكة وأدى إلى حدوث ثقافات بين التقليديين (كما جسدها النبي إيليا وأتباعه) والأرستقراطية (كما جسدها ابن عمري ووريث أخاب) ورفيقه ايزابل). في الشؤون الخارجية، كانت هذه الفترة موازية لصعود مملكة آرام ومقرها دمشق، وسرعان ما وجدت إسرائيل نفسها في حالة حرب في الشمال الشرقي. الأكثر تهديدًا، كان صعود آشور، الذي بدأ يمتد غربًا من بلاد ما بين النهرين: معركة قرقر (853 ق.م.)، التي حرضت شلمانسير الثالث من آشور ضد تحالف من الملوك المحليين، بما في ذلك أهاب، آشور وإسرائيل. كانت الأولى في سلسلة من الحروب التي أدت في النهاية إلى تدمير مملكة إسرائيل في 722 قبل الميلاد وتقليص مملكة يهوذا إلى دولة رافدة آشورية. 
في عام 841 قبل الميلاد، قام الملك الآشوري شالمانصر الثالث بحملة على طول ساحل البحر الأبيض المتوسط وأجبر ياهو على الإشادة. وكثيراً ما أشار الملوك الآشوريون إلى خلفاء عمري على أنهم «بيت العمري» (Bit Hu-um-ri-a).